# DOUZO
DOUZO株式会社 (ドウゾ) は、企業とフリーランスITエンジニアのマッチングを専門とする企業。
法人・個人間で請負業務のマッチングサービスを提供。

## 沿革
- 2018年7月 - 東京都品川区にDOUZO株式会社を設立。
- 2019年9月 - 本社を千代田区に移転。
- 2021年6月 - 農業関連の事業目的を追加登記。